# Renato Cardazzo
Renato Cardazzo (Venezia, 1918 – Milano, 16 marzo 2002) è stato un gallerista italiano.

## Biografia
Si dedica allo studio dell'architettura e assieme al fratello maggiore Carlo Cardazzo, fondatore della Galleria Del Cavallino di Venezia e della Galleria Del Naviglio di Milano (1946), collabora alla attività delle gallerie.
Alla morte del fratello Carlo 1963, continua l'attività della Galleria Del Naviglio di Milano e sino al 1966 anche della Galleria Del Cavallino di Venezia.
In questi anni Renato Cardazzo si interessa alle nuove avanguardie ed artisti come Alviani, Bonalumi, Ceroli, Scheggi, lavorano in esclusiva per la galleria del Naviglio. Al Cavallino di Venezia espone il gruppo 0 (zero):Abe, Armando Marrocco, Aubertin, Bischoffshausen, Bonalumi, Bury, Castellani, De Uries, Fontana,
Gopfert, Haache, Kusama, Leblanc, Luther, Mack, Manzoni, Talmann, Uecker, Verheyen, Vigo. Si susseguono le mostre degli artisti del gruppo Miriorama 12 : Anceschi, Boriani, Colombo, De Vecchi, Varisco.
Oltre all'organizzazione delle mostre personali continua ad occuparsi delle Edizioni Del Cavallino ed edita litografie, serigrafie, incisioni, foulards. Nel 1966 la galleria Del Naviglio è stata riconosciuta come Galleria Pilota.
Dal 29 settembre 1966 Gabriella e Paolo Cardazzo assumono la direzione della galleria del Cavallino di Venezia e le gallerie si dividono. Renato Cardazzo continuerà a dirigere la galleria del Naviglio di Milano che condurrà sino al 2001. Nel 1968 Renato Cardazzo inaugura a Venezia la galleria Navigliovenezia. Nel biennio 1969-70 Renato Cardazzo ospita negli spazi della galleria del Naviglio di Milano esposizioni che chiamerà "Naviglioincontri" dove l'arte incontra l'industria, la moda, la chimica, la musica, l'architettura, il design, il cinema, anticipando di decenni una nuova visione dell'arte.
Continua la collaborazione con Capogrossi, Gentilini, Scanavino, Toyofuku, che lavorano in esclusiva per la galleria Del Naviglio e si succedono le esposizioni degli artisti Spazialisti iniziate negli anni '50.
Negli anni '70 prosegue la sua attività con mostre dedicate alle avanguardie storiche e al contemporaneo. Si alternano mostre dedicate al Noveau Realisme e all'Iperrealismo, all'Arte Concettuale e nel medesimo tempo, presenta ancora le opere degli artisti che ormai vengono riconosciuti come maestri. In galleria Renato Cardazzo presenta films e si ascoltano concerti inediti, sfila la moda, e la galleria assume un ruolo poliedrico delle arti.
Dagli anni '70 Renato Cardazzo partecipa, affiancato dal figlio Giorgio Cardazzo, con la Galleria del Naviglio, alle più importanti fiere internazionali d'arte moderna nel mondo.
Negli anni '80 e '90 sino al 2000 Renato Cardazzo, assieme al figlio Giorgio Cardazzo, che ha cominciato a lavorare in galleria nel 1969, continuerà l'attività tra Milano e Venezia segnalando giovani artisti e proponendo artisti del passato ancora sconosciuti al grande pubblico, presentando opere di maestri che hanno lavorato sin dai primi anni nelle gallerie Cardazzo.
Renato Cardazzo, con la galleria del Naviglio, oltre ad allestire più di 2000 esposizioni nelle proprie sedi di Milano e Venezia, ha organizzato centinaia di mostre in tutto il mondo.
Continuerà con le Edizioni Del Naviglio a stampare collane di libri, grafiche, foulards, magliette, cravatte, multipli d'arte di artisti contemporanei.
Il 16 marzo 2002 muore a Milano. Suo figlio, Giorgio Cardazzo assumerà la direzione dal 2001 della galleria.